# Valentin Richter

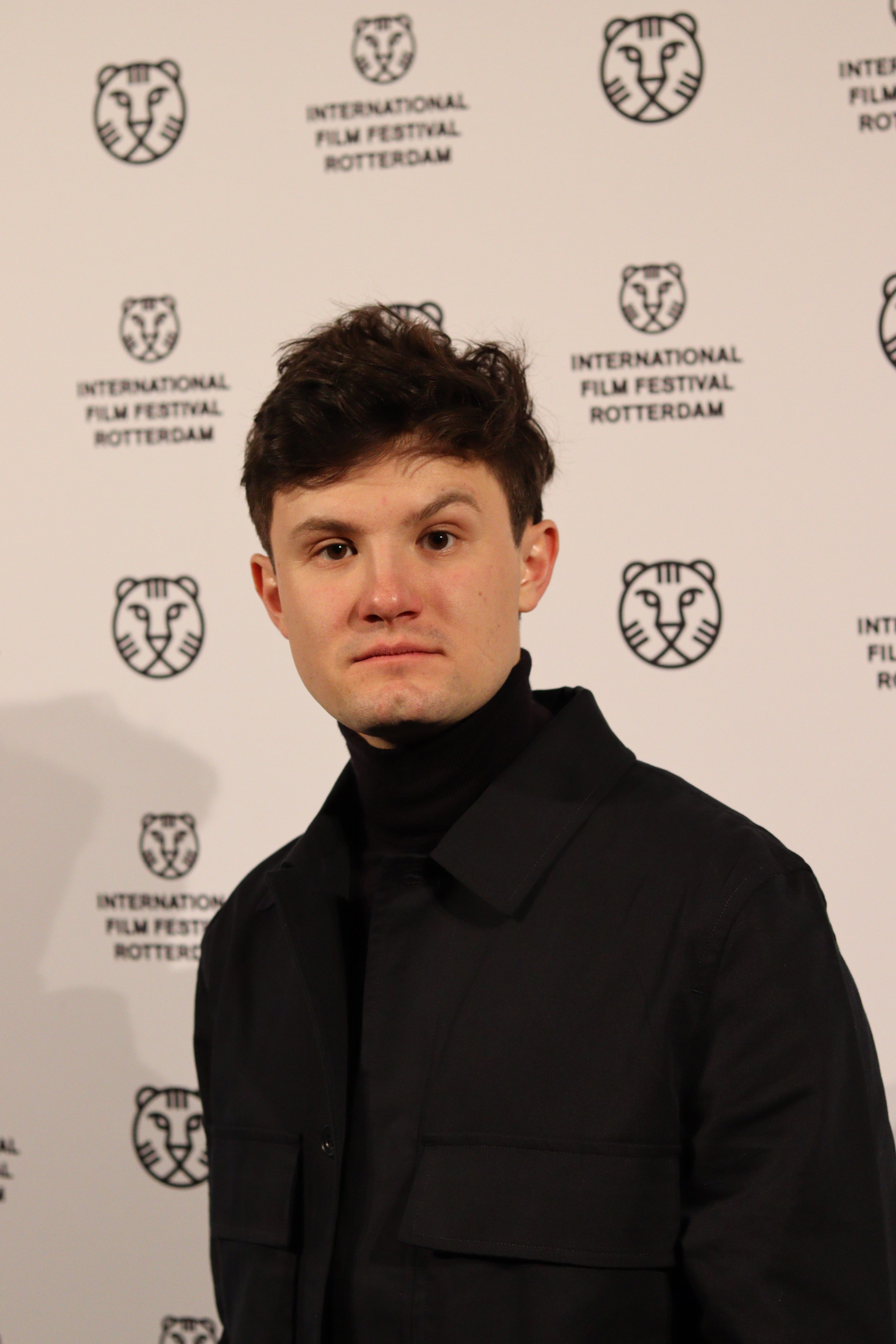
Valentin Richter (2023) bei der Premiere von Letzter Abend beim International Film Festival Rotterdam

Valentin Richter (* 1994 in Dresden) ist ein deutscher Schauspieler.

## Leben
Schon in frühen Jahren stand Valentin Richter als Darsteller für Kinderrollen auf der Bühne des Staatsschauspiel Dresden und der Semperoper. Von 2014 bis 2018 absolvierte er ein Schauspielstudium an der Hochschule für Musik und Theater Hamburg. Während dieser Zeit spielte er verschiedene Rollen auf Kampnagel, dem Deutschen Schauspielhaus und am Thalia Theater. Zusammen mit seinem Studienjahrgang erhielt er 2017 den Ensemblepreis beim Bundeswettbewerb deutschsprachiger Schauspielstudierender.
In der musikalischen Dramödie „König der Möwen“ von Gereon Klug und Andreas Dorau stand er 2018 erstmals als Sänger und Schauspieler auf der Bühne. Nach Abschluss seines Studiums wurde Richter Ensemblemitglied des Schauspiels Stuttgart.
2023 spielte er im Kinofilm Letzter Abend von Lukas Nathrath. Der Film feierte seine Weltpremiere beim Internationalen Film Festival Rotterdam und gewann den Max-Ophüls-Preis für die beste Regie.

## Theater (Auswahl)
- 2016: Geld, Trilogie meiner Familie II von Émile Zola, Regie: Luk Perceval (Thalia Theater)
- 2017: Die rote Zora von Kurt Held, Regie: Thomas Birkmeir (Thalia Theater)
- 2018: Romeo und Julia von William Shakespeare, Regie: Oliver Frljić (Schauspiel Stuttgart)
- 2019: Der goldene Topf von E.T.A Hoffmann, Regie: Achim Freyer (Schauspiel Stuttgart)
- 2019: Last Park Standing (deutschsprachige Erstaufführung) von Ebru Nihan Celkan, Regie: Nuran David Calis (Schauspiel Stuttgart)
- 2020: Der Würgeengel von Luis Bunuel, Regie: Viktor Bodó (Schauspiel Stuttgart)
- 2021: Don Juan von Moliere, Regie: Achim Freyer (Schauspiel Stuttgart)
- 2021: 17 Skizzen aus der Dunkelheit (UA) von Roland Schimmelpfennig, Regie: Tina Lanik (Schauspiel Stuttgart)
- 2022: Fabian oder der Gang vor die Hunde von Erick Kästner, Regie: Viktor Bodó (Schauspiel Stuttgart)
- 2022: Der gute Mensch von Sezuan von Bertolt Brecht, Regie: Tina Lanik (Schauspiel Stuttgart)
- 2023: Cabaret, Musical von Joe Masteroff, Regie: Calixto Bieito (Schauspiel Stuttgart)
- 2023: Forecast:Ödipus von Thomas Köck, Regie: Stefan Pucher
- 2024: Das Portal (UA) von Nis-Momme Stockmann, Regie: Herbert Fritsch
- 2024: Farm der Tiere von George Orwell, Regie: Oliver Frljić

## Filmografie
- 2023: Letzter Abend
- 2024: Cranko

## Hörspiele (Auswahl)
- 2021: Fear of the Dark[8]
- 2023: Der Klügere lädt nach[9]

## Auszeichnungen
- 2017: Ensemblepreis beim Schauspielschultreffen in Stuttgart